# Phil Laak
Philip Courtney Laak (Dublin, 1972. szeptember 8. –) ír-amerikai profi pókerjátékos és pókerkommentátor. World Series of Poker (WSOP) és World Poker Tour (WPT) bajnok. Számos televíziós műsorban is szerepelt korábban.

## Korai életút
Laak az írországi Dublinban született. Az Egyesült Államok keleti partján nőtt fel, jelenleg Los Angelesben és Las Vegasban él. Családja négyéves korában a Massachusetts állambeli Wellesley-be költözött.A Massachusetts Amherst-i Egyetemen gépészmérnöki diplomát szerzett, majd különböző munkakörökben dolgozott, mielőtt Kaliforniában pókerezni kezdett volna. Egykori szobatársa volt a szintén profi pókerjátékos Antonio Esfandiari. Laak több évig New Yorkban is élt, ahol profi backgammon-játékos lett, majd a póker felé fordította a figyelmét.

## Pókeres karrier

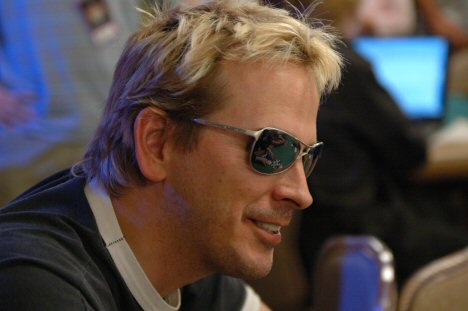
Phil Laak

Laak gyerekkorában tanult meg pókerezni. 2004 februárjában a World Poker Tour (WPT) Celebrity Invitational versenyén aratta első nagyobb tornagyőzelmét. A győzelme óta két másik WPT-döntőbe jutott be: 6. hely a második szezonban a Battle of Championson és a 2005-ös Five Diamond World Poker Classicon. A 2005-ös World Series of Poker (WSOP) versenyen Laak 2. helyen végzett Johnny Chan mögött a 2500 dolláros pot limit hold'em versenyen, majd legyőzte Ram Vaswanit, és megnyerte az első William Hill Poker Grand Prix-t, 150 ezer fontos fődíjat vitt haza. A Poker Royale számos sorozatában is részt vett. Szerepelt a GSN-en futó High Stakes Poker második és hetedik évadában, és osztóként működött közre az E! Hollywood Hold'em című rövid életű televíziós sorozatban.Laak volt az NBC Poker After Dark című műsorának egyik győztese, övé lett a 120 ezer dolláros nyeremény. A verseny a "Phil Phil" címet kapta, mivel Phil Laak és Phil Hellmuth is versenyben volt. Laak és Hellmuth mellett Doyle Brunson, Antonio Esfandiari, Jennifer Harman és Erik Seidel ült az asztalnál. A "Nicknames" epizódban ismét 120 ezer dollárt nyert, legyőzve Annette Obrestadot, Mike Matusow-t, Antonio Esfandiarit, Erick Lindgrent és Phil Hellmuth-t. Az Association for the Advancement of Artificial Intelligence 2007-es konferenciáján a Brit Columbia állambeli Vancouverben Laak és profi játékostársa, Ali Eslami a négy fordulóból kettőben megmérkőzött a Polaris nevű, az Albertai Egyetemen kifejlesztett pókerező számítógépes programmal, és meg is verte azt, a többi fordulóban egy vereség és egy döntetlen született. 2008-ban Laak egy cameo szerepet vállalt a Knight Rider című tévéfilmben, ahol "Poker Pro"-ként szerepelt. Laak havonta írt egy rovatot "Being Phil Laak" címmel a póker témájú Bluff Magazine-ban 2005-től a magazin 2015-ös megszűnéséig.Laak társműsorvezetője volt barátjával, Antonio Esfandiarival az I Bet You című műsornak (MOJO network), ahol "mindenre és bármire" lehetett fogadni. Laak részt vett a 2009-es Aussie Millions meghívásos versenyén is. 2009 októberében Laakot a PartyPoker.com World Open V bajnokává koronázta, és ezzel 250 ezer dollárt nyert. Egy olyan döntő asztalt győzött le, ahol Luke 'FullFlush' Schwartz és Laak magánéletbeli párja, Jennifer Tilly színésznő és pókerprofi is helyet kapott. 2010. szeptember 16-án Laak megnyerte pályafutása első WSOP-karkötőjét, amikor megnyerte a 2500 font nevezési díjú Six-Handed No-Limit Hold'em bajnokságot a 2010-es World Series of Poker Europe-on. A győzelemre egy augusztusi terepjáró baleset után került sor, ahol többek között könyöktörést szenvedett.

### World Series of Poker karkötő
2010 £2,650 6max No-Limit Hold'em £170,802
2018-ban az összes élőversenyen szerzett nyereménye meghaladta a 3 650 000 dollárt.

## Becenév és személyiség

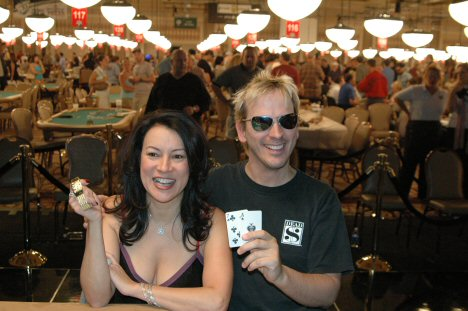
Jennifer Tilly és Phil Laak

Jennifer Tilly és Phil Laak közvetlenül a 2005-ös World Series of Poker $1 000 Ladies Only Event - No Limit Hold'em versenyen aratott győzelme után.
Laak a pókeres szcénában széles körben "Unabomber" néven vált ismertté, mivel az asztalnál viselt kapucnis pulóvere és napszemüvege miatt hasonlít az Unabomberként ismert Theodore Kaczynski törvényszéki fantomképére. Ezeket a tárgyakat egy másik ismert pókerjátékostól, Gus Hansentől kapta. Laak szokatlan és ötletes beszédmódjáról is ismert.